# 安住實治
安住 實治（あずみ さねはる、1893年〈明治26年〉12月25日 - 没年不明）は、日本の政治家、会社役員。

## 経歴
鳥取県八頭郡那岐村大字奥本（現・智頭町）出身。安住房吉の庶子。家業の農業に従事する。1914年に舞鶴砲兵大隊に入隊し1916年に上等兵に進級、帰休退営する。在郷軍人那岐村分会理事、或いは分会長に就任する。
1929年、砲兵伍長に任官し、また同年に那岐村長に就任、1932年、辞任する。那岐村農会長、自治会長をつとめる。1933年、那岐村会議員に選任される。
那岐運送取締役である。

## 人物
那岐村の有力者として知られる。不言実行の人である。1922年に刊行された『八頭鳥取地価表  弐百円以上』によると、地価所有高は「666円32銭」である。宗派は真言宗、極楽寺。

## 家族
安住家
- 父・房吉[2] - 1912年に刊行された『五百円以上所有者地価表姓名録 因幡の巻』によると、地価所有高は「594円29銭」である[6]。
- 妻・きく（1895年 - ?、智頭町、谷口富次郎の三女）[2]
- 長男[2]
- 長女[2]
- 三女[2]
- 四女[2]
- 五女[2]